# Thương lục Mỹ
Thương lục Mỹ (danh pháp khoa học: Phytolacca americana) là một loài cây lâu năm thân thảo thuộc họ Thương lục (Phytolaccaceae) phát triển đến chiều cao 8 foot (2 mét). Nó có nguồn gốc từ miền đông Hoa Kỳ. Loài cây này có độc.
Nó có lá đơn giản màu lục với cành hơi tím và một rễ cái lớn màu trắng. Hoa màu lục tới trắng, quả mọng tím hoặc gần như đen là nguồn thức ăn của những loài chim hót như Dumetella carolinensis, Mimus polyglottos, Cardinalis cardinalis, Toxostoma rufum, và các động vật nhỏ khác (những loài động vật không chịu tác động bởi chất độc của cây).

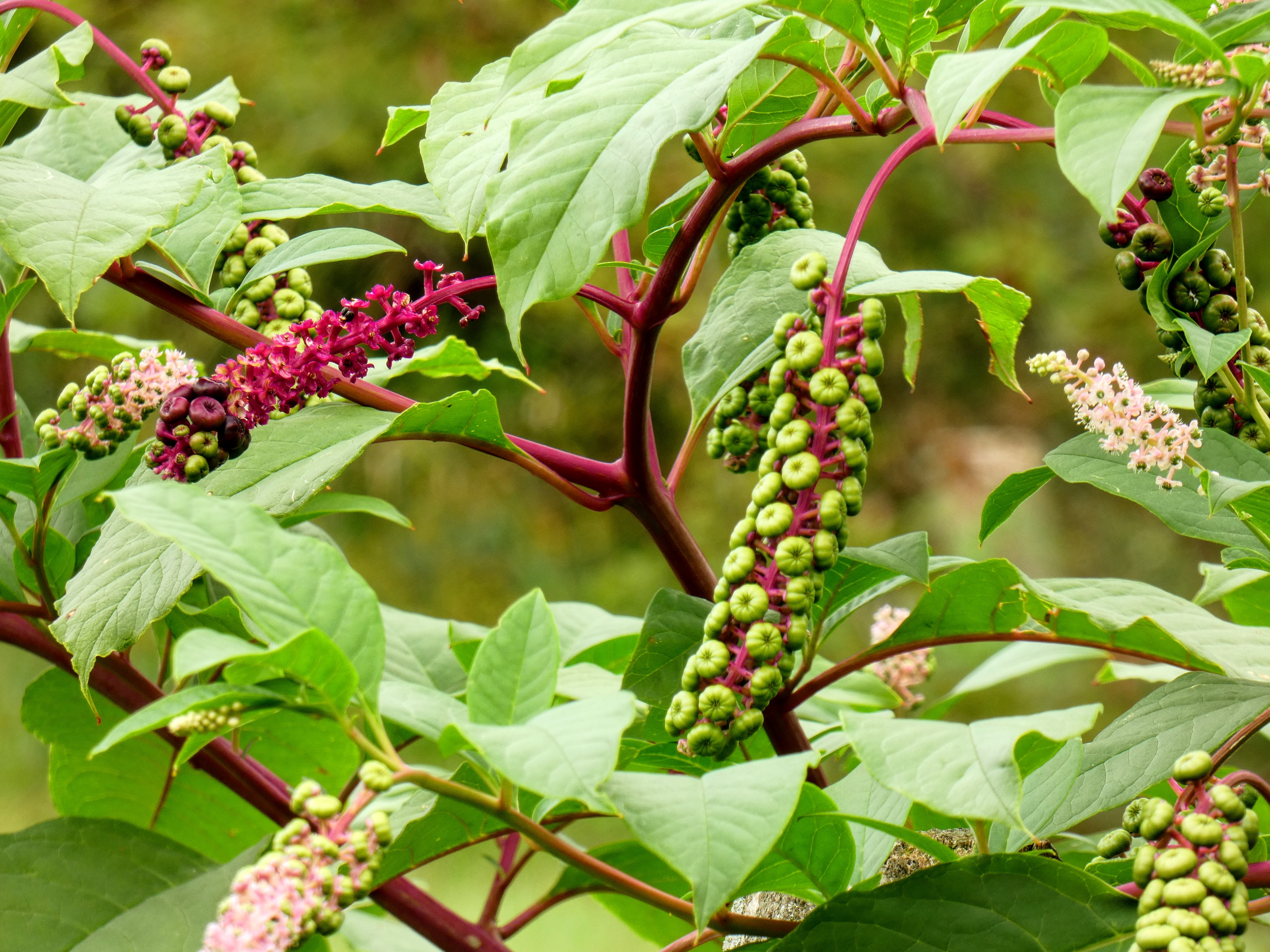

Các bộ phận của cây còn tươi hoặc chưa nấu chín đều rất độc vì chúng có chứa saponin và lectin độc, rất dễ gây kích ứng màng nhầy. Tiêu thụ dẫn đến nôn mửa, tiêu chảy ra máu, chóng mặt và giảm huyết áp. Trong trường hợp nghiêm trọng, có thể xảy ra co giật, có thể dẫn đến tử vong do liệt hô hấp.